# Idioma fiyiano occidental
El fiyiano occidental, también conocido como wayan , es una lengua oceánica hablada en Fiyi por unas 57.000 personas.
Es distinto del este de Fiyi (también conocido como Bauan o Fiyiano estándar).

## Fonológia
|                     |                     | Labiales | Dentales/ Alveolares | Palatales | Velares | Velares | Glotales |
| planas              | lab.                | Labiales | Dentales/ Alveolares | Palatales |         |         | Glotales |
| ------------------- | ------------------- | -------- | -------------------- | --------- | ------- | ------- | -------- |
| Nasales             | Nasales             | m mː     | n                    |           | ŋ       | ŋʷ      |          |
| Oclusivas           | Sonoras/pren.       | ᵐb       | ⁿd                   | ⁿdʒ       | ᵑɡ      | ᵑɡʷ     |          |
| Oclusivas           | Sordas              |          | t                    | tʃ        | k       | kʷ      | (ʔ)      |
| Fricativas          | Sonoras             | β        | ð                    |           |         |         |          |
| Fricativas          | Sordas              |          | s                    |           |         |         | h        |
| Vibrantes múltiples | Vibrantes múltiples |          | r ⁿr                 |           |         |         |          |
| Aproximantes        | Aproximantes        | w        | l                    | j         |         |         |          |

/mː/ se escucha en el dialecto wayan.: 212 
|              | Anteriores | Centrales | Posteriores |
| ------------ | ---------- | --------- | ----------- |
| Cerradas     | i iː       |           | u uː        |
| Semicerradas | e eː       |           | o oː        |
| Abiertas     |            | a aː      |             |

La mayoría de las lenguas de Fiyi tienen unas vibrantes múltiples alveolares prenasalizadas únicas, transcrito aquí como ⟨ⁿr⟩. El fiyiano occidental, en particular, es único entre los idiomas de Fiyi por tener consonantes velares labializadas.  Todas las vocales vienen en formas largas y cortas, al igual que la bilabial nasal (/m/).: 212 